# Pinsac

Pinsac este o comună în departamentul Lot din sudul Franței. În 2009 avea o populație de 739 de locuitori.

## Evoluția populației
| An        | 1975 | 1982 | 1990 | 1999 | 2006 | 2009 |
| --------- | ---- | ---- | ---- | ---- | ---- | ---- |
| Populație | 339  | 384  | 581  | 710  | 720  | 739  |